# 専用使用権
| ウィキペディアには「専用使用権」という見出しの百科事典記事はありません（タイトルに「専用使用権」を含むページの一覧/「専用使用権」で始まるページの一覧）。 代わりにウィクショナリーのページ「専用使用権」が役に立つかもしれません。 |